# André Adelheim
André Adelheim (né le 27 janvier 1906 à Lepuix-Gy - mort le 27 septembre 1951 à Aubervilliers) est un athlète français spécialiste du 400 mètres haies.
Champion de France de la discipline en 1926, 1930, 1932 et 1933, il est sélectionné à 21 reprises pour des rencontres internationales. Il participe aux Jeux Olympiques d'Amsterdam en 1928 et de Los Angeles en 1932.
De 1946 à sa mort due à un empoisonnement du sang, celui qui s'était fixé à Paris avant la guerre en devenant gérant d'un grand magasin de chaussures, a conservé les fonctions de secrétaire général de la L.I.F.A. (Ligue d'Athlétisme d'Île-de-France).